# Slàviansk-na-Kubani
Slàviansk-na-Kubani - Славянск-на-Кубани (rus) - és una ciutat del krai de Krasnodar, a Rússia. Es troba a la vora del riu Protoka, un dels braços del delta del riu Kuban. És a 74 km a l'oest de Krasnodar.

## Història
La ciutat neix al voltant d'una factoria o colònia comercial genovesa establerta al segle xii, anomenada Copa, Copària o Conàrio, controlada per la família Ghisolfi. Després de la caiguda de la influència de la república a la regió del Ponto, fou abandonada fins al 1747, quan les tropes del Kanat de Crimea erigiren una fortalesa denominada Eni-Kopil, que esdevindria l'assentament Kopil. Després de la conquesta russa de la península de Taman, el regiment Slàvianski d'hússars construí la fortalesa Slàvianski Feldxanets a l'emplaçament de la fortalesa tàtara el 1806, i la ciutat, que havia estat rebatejada com l'stanitsa Kopilskaia i poblada amb famílies de cosacs de la mar Negra el 1806, rebé el nom de Slaviànskaia pel regiment i la fortalesa el 1865.
El 1913 s'hi construí l'estació de tren Protoka, de la línia entre krimsk i Timaixovsk, cosa que afavorí la creació d'establiments industrials. Fins al 1920 pertanyia a l'otdel de Temriuk de la província de Kuban, de la qual fou centre administratiu des del 1897 fins aquella data. Durant la Segona Guerra Mundial fou ocupada per les tropes de la Wehrmacht de l'Alemanya nazi des de l'estiu del 1942 fins al 23 de març del 1943, quan fou alliberada per les tropes de l'Exèrcit Roig. Rebé l'estatus de ciutat el 1958 i el nom de Slàviansk-na-Kubani per distingir-la de Sloviansk, a l'actual Ucraïna, que en rus també es denomina Slàviansk.

## Demografia
| 1959*  | 1970   | 1979   | 1989   | 2002   | 2008   | 2010   | 2014   |
| ------ | ------ | ------ | ------ | ------ | ------ | ------ | ------ |
| 39 000 | 51 900 | 54 100 | 57 800 | 64 136 | 64 787 | 64 878 | 65 115 |